# Trichromia
Trichromia es un género de polillas perteneciente a la familia Arctiidae. Fue descrita por Jacob Hübner en 1819. Los miembros de este género son principalmente indígenas de Sudamérica.

## Especies
Este género contiene las siguientes especies:
- Trichromia albicollis (Hampson, 1905)
- Trichromia androconiata (Rothschild, 1909)
- Trichromia apiciplaga (Rothschild, 1909)
- Trichromia atta (Schaus, 1920)
- Trichromia aurantiipennis (Rothschild, 1909)
- Trichromia cardinalis (Dognin, 1899)
- Trichromia carinaria (Schaus, 1905)
- Trichromia carmen (Schaus, 1905)
- Trichromia coccinea (Schaus, 1905)
- Trichromia coccineata (Rothschild, 1935)
- Trichromia complicata (Schaus, 1905)
- Trichromia cotes (Druce, 1896)
- Trichromia cucufas (Schaus, 1924)
- Trichromia curta (Rothschild, 1917)
- Trichromia cybar (Schaus, 1924)
- Trichromia cyclopera (Hampson, 1905)
- Trichromia declivis (Schaus, 1905)
- Trichromia discobola (Hampson, 1905)
- Trichromia discophora (Hampson, 1916)
- Trichromia drucei (Rothschild, 1909)
- Trichromia eximius (Rothschild, 1910)
- Trichromia flavibrunnea (Dognin, 1911)
- Trichromia flavimargo (Joicey & Talbot, 1916)
- Trichromia flavomarginata (Rothschild, 1910)
- Trichromia flavoroseus (Walker, 1855)
- Trichromia furva (Schaus, 1905)
- Trichromia gaudialis (Schaus, 1905)
- Trichromia hampsoni (Rothschild, 1909)
- Trichromia interna (Schaus, 1905)
- Trichromia klagesi (Rothschild, 1909)
- Trichromia leucoplaga (Hampson, 1905)
- Trichromia leucostigma (Sepp, [1855])
- Trichromia lophosticta (Schaus, 1911)
- Trichromia lucens (Schaus, 1905)
- Trichromia macrostidza (Hampson, 1905)
- Trichromia metachryseis (Hampson, 1905)
- Trichromia metaleuca (Dognin, 1911)
- Trichromia metapyria (Dognin, 1907)
- Trichromia neretina Dyar, 1898
- Trichromia occidentalis (Rothschild, 1909)
- Trichromia ockendeni (Rothschild, 1909)
- Trichromia odorata (Rothschild, 1909)
- Trichromia onytes (Cramer, [1777])
- Trichromia pandera Schaus, 1896
- Trichromia pectinata (Rothschild, 1935)
- Trichromia persimilis (Rothschild, 1909)
- Trichromia perversa (Rothschild, 1909)
- Trichromia phaeocrota (Dognin, 1911)
- Trichromia phaeoplaga (Hampson, 1905)
- Trichromia postflavida (Toulgoët, 1982)
- Trichromia purpurascens (Rothschild, 1909)
- Trichromia purpureotincta (Joicey & Talbot, 1918)
- Trichromia quadricolor Toulgoët, 1982
- Trichromia repanda (Walker, 1855)
- Trichromia roseata (Gaede, 1928)
- Trichromia samos (Druce, 1896)
- Trichromia sanguipuncta (Schaus, 1901)
- Trichromia sardanapalus (Rothschild, 1909)
- Trichromia sithnides (Druce, 1896)
- Trichromia tremula (Schaus, 1905)
- Trichromia viola (Dognin, 1909)